# المركز الثقافي الملكي (عمان)

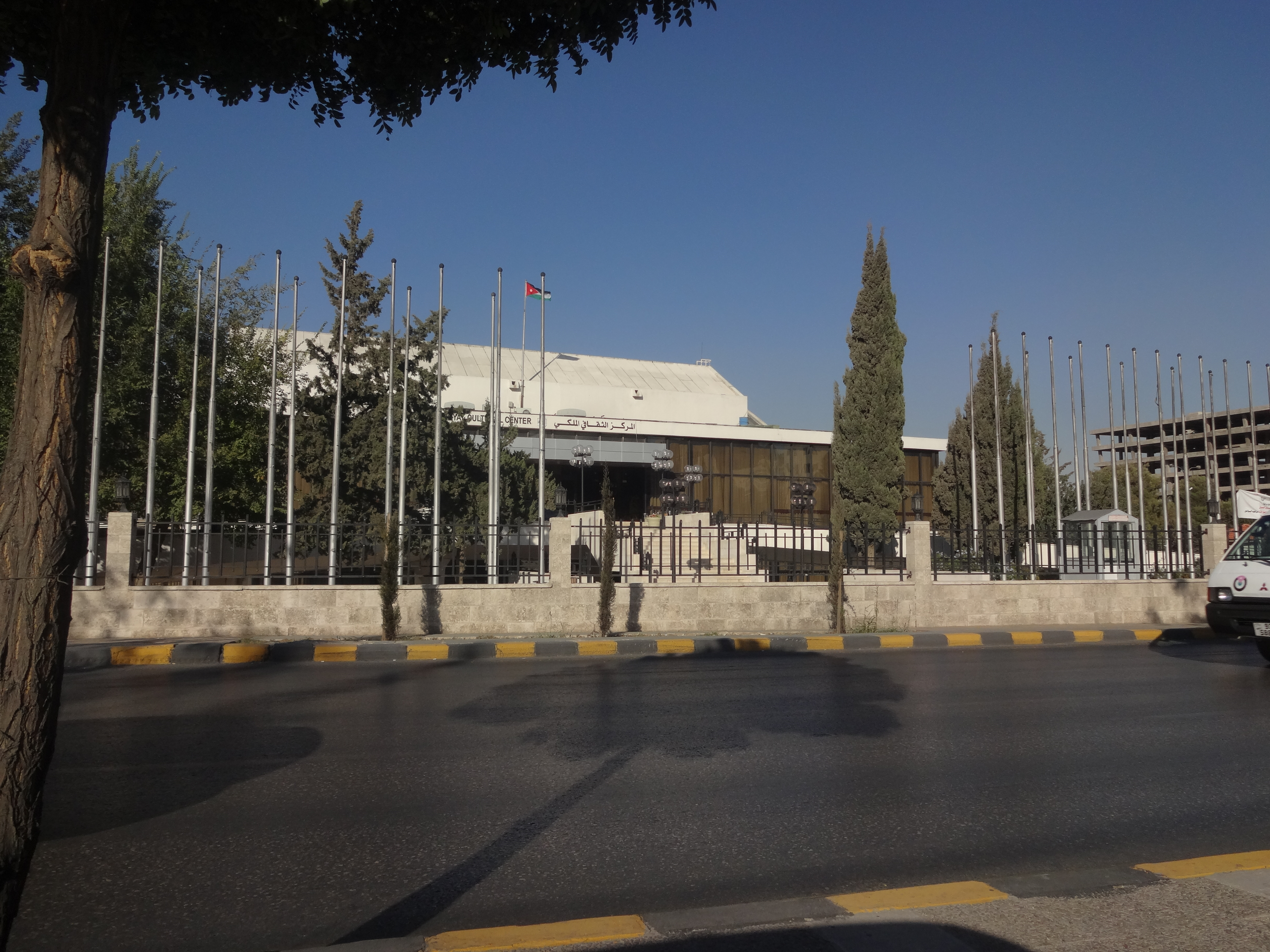
الواجهة الأمامية للمركز الثقافي الملكي.

المركز الثقافي الملكي مركز ثقافي في الأردن يقع في المدينة الرياضية في مدينة عمّان. يعدّ معلماً رئيسياً من المعالم المدنيّة الحضارية في العاصمة الأردنية، حيث استطاع المركز ومنذ افتتاحه في شهر آذار من العام (1983) أن يصبح موئلاً رئيساً لاستيعاب النشاطات والفعاليات الثقافية المتنوعة، وأن يحتل مكانا رياديا في خدمة الحركة الثقافية الأردنية، ومنارة للتواصل الحضاري بين الثقافات الفرعية داخل الثقافة العربية والإسلامية، ومع الثقافات والحضارات الإنسانية بشكل عام. ويعتبر المركز من أبرز الصروح الثقافية الأردنية وأعرقها. ويترأسه حالياً بمنصب مدير عام الدكتور سالم الدهام.

## بناء المركز
أنشأت وزارة الثقافة الأردنية المركز الثقافي الملكي على قطعة أرض محاذية لمدينة الحسين للشباب في المدينة الرياضية، وقد صُمّم وبُني على نسق هندسي جميل وتمارس فيه نشاطات ثقافية متنوعة. 

## مرافق المركز
يوجد في المركز عدد من المرافق الريسية منها :
- القاعة الملكية
- قاعة المؤتمرات والتي تتسع لـ 600 شخص، وهي مزودة بالتجهيزات اللازمة لعقد المؤتمرات، واللقاءات الدولية؛ استضافت أصحاب الجلالة والفخامة الملوك والرؤساء العرب أثناء انعقاد مؤتمر القمة العربي الحادي عشر والذي عقد في الأول من شهر تشرين الثاني عام (1980) ومؤتمر القمة العربي (مؤتمر الوفاق والاتفاق،1987) ومؤتمر مجلس التعاون العربي عــام (1990)، ومؤتمر قمة التعاون الاقتصادي عام (1995).
- كما يضم المركز مسرحين، هما: المسرح الرئيسي والمسرح الدائري. وهناك مرافق أخرى منها: قاعة المعارض وقاعة الباليه، وقاعة الموسيقى وقاعة اجتماعات جانبية.

## وصلات خارجية
- الموقع الرسمي للمركز